# تپه جن‌کتی
تپه جن کتی مربوط به هزاره اول قبل از میلاد است و در شهرستان جویبار، بخش مرکزی، روستای چهارطاق بن واقع شده و این اثر در تاریخ ۱ مهر ۱۳۸۲ با شمارهٔ ثبت ۱۰۲۶۳ به‌عنوان یکی از آثار ملی ایران به ثبت رسیده است.